# 해리 포터와 마법사의 돌
《해리포터와 마법사의 돌》(미국 영어: Harry Potter and the Sorcerer's Stone, 영국 영어: Harry Potter and the Philosopher's Stone 해리 포터와 마법사의 돌)은 영국의 작가 조앤 롤링의 《해리포터》 시리즈의 첫 번째 책이다. 영국에서는 브룸스버리에서 1997년 6월 26일에 발매되었으며, 미국에서는 스콜라스틱을 통해 1998년 9월 1일 발매되었다. 전 세계적으로 1억 700만 권 이상의 판매고를 올렸으며, 2006년 12월을 기준으로 미국에서만 1740만 권의 판매고를 올렸다. 동명의 영화로도 제작되어 2001년 개봉하였다.

## 줄거리
조그만 체구에 갸름한 얼굴을 하고 흐트러진 까만 머리와 초록빛 눈을 가진 소년인 해리 포터는 이마에 번개 모양의 가느다란 흉터가 있고 늘 사촌 두들리에게 물려 받은 헐렁한 헌옷과 낡은 안경을 끼고 다닌다. 해리는 한 살 때 자신의 부모를 살해하고 자신을 공격한 어둠의 마왕을 물리친 위대한 영웅임에도 자신이 마법사라는 사실도 모른 채 이모부인 더즐리 가족의 집에 맡겨진 채 온갖 멸시와 학대와 모욕을 당하며 계단 밑 벽장에서 불우한 삶을 살아간다. 그러다 해리의 열한 번째 생일날, 호그와트의 사냥터지기 루베우스 해그리드가 나타나서 해리에게 호그와트 입학 편지를 건네주고 모든 사실을 알려주어 해리는 호그와트라는 마법 학교에 입학하고 호그와트로 가는 열차에서 론 위즐리와 친구를 맺는다.
호그와트에 도착한 해리는 4개의 기숙사 중 '그리핀도르'에 배정을 받고 론과 절친이 된다. 호그와트에서 마법의 약 제조법, 약초학, 변신술, 어둠의 마법 방어술, 마법의 역사를 배우게 된다.
해리는 첫 수업부터 스네이프 교수가 마음에 들지 않았고, 스네이프 교수도 해리를 마음에 들어 하지 않았다. 또한 해리와 원수지간인 드레이코 말포이가 결투를 신청해서, 밤에 몰래 나가려던 해리와 론은 얼떨결에 헤르미온느와 네빌과 동행하게 된다. 학교 경비인 필치의 고양이인 '노리스 부인'을 발견하자 그들은 말포이의 속임수였다는 것을 눈치채고 도망갔지만 우연히 들어간 방에는 머리가 세 개 달린 개(플러피)가 있어, 모두 도망을 간다. 해리는 헤르미온느가 플러피가 지하실을 지키고 있는 것을 보았다 하여, 그 지하실에 들어있는 물품이 자신과 해그리드가 그린고트 금고에 갔을 적에 해그리드가 비밀 임무라며 꺼냈던 꾸러미라고 추측한다.
비행 수업 시간에 우연히 맥고나걸 교수의 눈에 띄어 100년 만의 최연소 퀴디치 수색꾼이 된 해리. 헤르미온느는 해리의 아빠가 뛰어난 수색꾼이었다는 것을 알려준다. 해리는 빗자루를 타고 공중을 날아다니며 경기하는 스릴 만점의 퀴디치 게임에서 수색꾼으로 큰 활약을 한다. 하지만 해리가 경기를 하던 중 갑자기 빗자루가 제멋대로 움직이면서 해리의 경기를 방해한다. 헤르미온느는 그것이 스네이프에 소행으로 믿고 스네이프의 망토에 불을 지르고 다시 돌아온다. 그래서 경기는 다시 깨끗하게 돌아가고, 그리핀도르는 슬리데린을 이긴다.
기쁨도 잠시, 갑자기 지하 감옥에 트롤이 나타나 대연회장은 아수라장이 된다. 교수들은 지하 감옥으로 가고, 학생들은 기숙사로 가던 중, 해리와 론은 헤르미온느를 떠올려, 해리와 론은 트롤에 대해 아무것도 모르는 헤르미온느를 구하러 간다. 가다가 지하감옥이 아닌 3층 복도로 가는 스네이프 교수를 보게 되지만 헤르미온느를 구하기 위해 그냥 지나치게 된다. 헤르미온느를 구하기 위해 가던 중 우연히 트롤이 들어간 화장실에 열쇠가 꽃혀져 있어, 해리와 론은 그것을 잠근다. 하지만 끔찍한 비명을 듣고 나서 그곳에 헤르미온느가 있다는 것을 알고, 트롤과 싸우러 화장실로 향한다. 겨우 트롤과 싸워 이기지만 금방 교수들이 들이닥친다. 고맙게도 쩔쩔매는 해리와 론을 위해 헤르미온느가 거짓말을 해주어, 위기에서 벗어난다. 이 일로 해리와 론과 헤르미온느는 세상에 둘도 없는 친구가 된다.
그러던 어느 날 해리는 머리가 셋 달린 개 플러피가 지키고 있는 호그와트 지하실에 보관되어 있는 꾸러미가 니콜라스 플라멜과 관련 되어 있다는 것을 알고 도서관을 열심히 뒤지며 니콜라스 플라멜에 대한 책을 찾았지만
보이지 않는다. 크리스마스 전날 아버지의 투명 망토를 받은 해리는 망토를 이용해, 금지된 도서 구역을 뒤지다 필치에게 들킨다. 도망가던 해리는 우연히 소망에 거울이 있는 방으로
들어가게 되는데, 거울에는 해리의 가족이 보인다. 그것을 신기하게 여긴 해리는 곧장 기숙사에 찾아가 론을 대려와, 거울을 보여주며 자신의 가족이 보이지 않느냐고 물었지만, 가족은커녕 퀴디치 우승컵과 반장 배지를 단 자신이 보인다고 말한다.
가족에 생각을 떨쳐 버릴 수 없었던 해리는 다음 날 밤에도 그곳을 찾아 가는데 그곳에는 뜻밖에도 호그와트의 교장인 알버스 덤블도어가 기다리고 있는다. 덤블도어는 거울을 옮길 것이고, 거울이 자신을 미치게 할 수 있다며 오지 말아 달라는 부탁을 한다.
해리는 덤블도어에게 거울을 보면 어떤 것이 보이냐고 묻는데, 덤블도어는 양말이 보인다고 했다.
다음 날 해리는 니콜라스 플라멜을 덤블도어의 개구리 초콜릿 카드에서 찾고, 헤르미온느는 그걸 보고 자신이 심심풀이로 읽으려고 했던 책을 가져와 플러피가 지키고 있는 지하실에 니콜라스 플라멜이 만든 '마법사의 돌' 이 보관되어 있다는 것을 알게 된다. 그리고 그것을 호시탐탐 노리고 있는 자가 부모를 죽인 볼드모트 경이라는 사실을 알게 되고, 마법약 담당 교수인 스네이프가 볼드모트 경을 돕고 있다는 사실을 확신하고 해리는 자신들의 가장 친한 친구들인 론과 헤르미온느와 함께 볼드모트보다 먼저 '마법사의 돌'을 찾기 위해 투명 망토를 쓰고 플러피가 지키고 있는 3층으로 향하게 된다. 해그리드가 선물로 준 나무 피리로 플러피를 잠재운 해리와 그의 친구들은 자신들이 각자 가지고 있는 능력 등을 이용해 '악마의 덫' 으로부터 탈출하고, 날아다니는 열쇠를 잡아서 문을 열고, 론의 희생으로 맥고나걸 교수가 만든 살아 움직이는 체스판을 통과하게 된다.
어쩔 수 없이 론을 남겨두고, 해리와 헤르미온느는 서로 다른 모양의 병 일곱 개가 한 줄로 늘어서 있는 방에 도착한다. 헤르미온느가 수수께끼를 풀어내자 해리 자신은 검은 불을 지나가서 마법사의 돌이 있는 쪽으로 나아갈 수 있는 약을 마시고, 헤르미온느에게는 자줏빛 불을 뚫고 돌아가는 약을 마시게 하며, 론에게로 돌아가서 함께 덤블도어에게 전하라고 부탁한다.
마지막 방에서 해리는 퀴디치 경기에서 자신을 떨어뜨려 죽이려 했던 사람이 사실은 말을 더듬기로 유명한 어둠의 마법 방어술 교수, 퀴렐임을 알게 되었고, 할로윈 때 트롤이 들어와 소동을 일으켰던 일도 그가 일으켰음을 알게 되었다. 아울러, 스네이프는 오히려 해리를 보호하고 있었음을 깨닫는다. 퀴렐은 '스승'에게 소망의 거울을 사용하는 법을 알려달라고 요청했고, 해리는 그 '스승'의 목소리에 의해 소망의 거울 앞에 서게 되었다. 거울 앞에 선 해리는 거울 속 자신이 호주머니에서 마법사의 돌을 꺼내는 장면을 본다. 놀랍게도 해리는 마법사의 돌이 자신의 호주머니 속으로 떨어지는 것을 느낀다.
해리는 자신이 본 것을 말하라는 퀴렐의 요구에 해리는 거짓말을 하고 이에 퀴렐은 터번을 벗었다. 퀴렐의 뒤통수에는 볼드모트 경의 얼굴이 달려 있었고 볼드모트는 퀴렐에게 해리를 죽이라고 명령하였다. 그러나 퀴렐은 해리의 손이 닿자 괴로워하고, 해리는 그의 얼굴을 붙잡는다. 하지만 퀴렐은 임무에 실패하고 죽었으며, 해리는 기절하게 된다.
병동에서 깨어난 해리는 덤블도어 교수를 만나게 되고, 덤블도어는 해리에게 퀴렐이 해리를 죽이지 못한 이유는 그의 어머니, 릴리 포터가 그에게 남겨준 사랑의 힘 덕분이라는 말을 한다. 또한 덤블도어는 마법사의 돌이 깨져, 니콜라스 플라멜이 죽지만, 죽음도 하나의 여행이라고 말한다.
연말 파티에서 덤블도어는 많은 점수를 주어 그리핀도르의 우승을 선언한다. 해리는 킹스 크로스 역 9와 4분의 3번 승강장에 친구들과 함께 들어오고, 론과 헤르미온느에게 자신이 방학 동안 집에서 마법을 쓰지 못하도록 되어 있다는 것을 자신의 천척들은 모른다며, 자신은 여름을 두들리와 '재미있게' 보낼 것이라고 말한다.

## 장별 제목
1. The Boy Who Lived(살아 남은 아이)
2. The Vanishing Glass(사라진 유리창)
3. The Letters from No One(이상한 편지들)
4. The Keeper of the Keys(사냥터지기 해그리드)
5. Diagon Alley(다이애건 앨리)
6. The Journey from Platform Nine and Three-Quarters(9와 4분의 3번 승강장)
7. The Sorting Hat(마법의 모자)
8. The Potions Master(마법의 약 선생님)
9. The Midnight Duel(한밤의 결투)
10. Halloween(핼러윈)
11. Quidditch(퀴디치)
12. The Mirror of Erised(소망의 거울)
13. Nicholas Flamel(니콜라스 플라멜)
14. Norbert the Norwegian Ridgeback(해그리드의 새끼 용 노버트)
15. The Forbidden Forest(금지된 숲)
16. Through the Trapdoor(지하실 문을 지나서)
17. The Man with Two Faces(두 얼굴을 가진 사람)